# Kraniektomie
Kraniektomie (älter auch Craniectomie) oder Schädelresektion bedeutet die Entfernung (von Teilen) des Schädeldaches. Die Operation wird durchgeführt, um bei einer Erhöhung des Drucks im Schädel (Hirndruck) Raum für das erhöhte Volumen zu schaffen. Der entfernte Knochendeckel wird aufbewahrt, um ihn später wieder mittels Re(im)plantation einzusetzen.

## Anwendung
Eine Kraniektomie im Sinne einer auch bei Hydrocephalus zur Anwendung gekommenen Dekompressionstrepanation ist als letztes Mittel angezeigt, wenn ein erhöhter Hirndruck mit konservativen (nicht-operativen) Maßnahmen nicht ausreichend gesenkt werden kann:
- akutes Hirnödem (z. B. nach Schädel-Hirn-Trauma oder Schlaganfall)
- Hirnblutung
- örtliche oder ausgedehnte Entzündung des Gehirns

Sie ist nicht angezeigt, wenn eine Besserung des Hirndrucks oder der zugrundeliegenden Erkrankung nicht zu erwarten ist (z. B. bei einem bösartigen Hirntumor).

## Probleme
Zuerst ist bei der Entnahme des Schädeldaches zu beachten, dass die darunter liegenden venösen Blutleiter (Sinus) nicht verletzt werden dürfen. Dies begrenzt die Ausmaße der Entnahme, so dass praktisch meist eine Hemikraniektomie (einseitige Entfernung des Schädeldaches) über der betroffenen Hirnhälfte erfolgt. Auch muss beachtet werden, dass nach dem Eingriff eine Lagerung des Kopfes des Patienten ohne Druckwirkung auf das Gehirn möglich sein muss.
Zweitens muss der entstehende Defekt durch eine Kranioplastik plastisch gedeckt (verschlossen) werden. Dies wird durch eine Dura-Erweiterungsplastik erreicht, also einen liquordichten Verschluss der Hirnhaut unter Einbeziehung eines Transplantats (z. B. Faszie, Perikard).
Die Konservierung des Knochens kann durch Einpflanzung in die Bauchhöhle oder durch Tiefgefrieren erfolgen. Der Nachteil der Aufbewahrung im Körper ist der langsame Abbau der Knochensubstanz durch das Immunsystem. Demgegenüber steht der Knochendeckel auch nach einer Verlegung in ein anderes Krankenhaus unmittelbar zur Verfügung. Ein Transport des gefrorenen Knochendeckels zu seinem „Eigentümer“ ist aus juristischen Gründen äußerst aufwendig.
Kann die Kraniektomie erst nach mehreren Wochen durch Replantation korrigiert werden, ist oft die Anpassung eines Helms zum Schutz des Gehirns notwendig.
Die siebenjährige „DECRA“-Studie mit 155 Patienten aus Australien ergab, dass die Kraniektomie zwar zu einem schnelleren Erwachen der Patienten führt und insoweit kurzfristig vorzugswert erscheint, langfristig jedoch etwa 70 % der Patienten unter Spätfolgen leiden, während konservativ therapierte Patienten nur zu etwa 50 % mit Spätfolgen kämpfen, weshalb Studienleiter D. James Cooper vor der Anwendung der Kraniektomie warnt.
Wegen restriktiver Einschlusskriterien werden die Ergebnisse der DECRA-Studie infrage gestellt.